# Bataille de Sainte-Agnès (1637)
Guerre de Trente Ans
Guerre franco-espagnole
Batailles
La bataille de Sainte-Agnès, parfois appelé aussi "bataille de Rotallier", est une bataille mineure qui a lieu les 1er et 2 avril 1637 dans le secteur de Sainte-Agnès situé dans le comté de Bourgogne. Cet événement eut lieu durant l'épisode comtois de la guerre franco-espagnole dite guerre de Trente Ans. Elle oppose les troupes françaises du duc de Longueville à l'armée comtoise de Gérard de Watteville, marquis de Conflans. Cette bataille est parallèle à celle de Saint-Amour.

## Contexte
En 1637 la France et le comté de Bourgogne sont en guerre. Louis XIII avait investi le comté de Bourgogne et ses troupes avaient d'abord échoué à prendre Dole en août 1636. Jusqu'en mars 1637 la guerre avait plutôt été favorable aux Comtois pourtant inférieurs en nombre. Mais l'armée comtoise menée par Gérard de Joux de Watteville a été décimée à la bataille de Cornod le 13 mars par un détachement de l'armée de Longueville, commandé par le baron de Thianges. Forts de ce succès et débarrassés de l'armée comtoise, les Français peuvent s'en prendre aux riches villes du Revermont et notamment Lons-le-Saunier qui est l'objectif. Ils mettent alors le siège devant Saint-Amour, qui se trouve sur leur route. Ville prospère et importante, la place est commandée par Georges de Goux, fils du colonel de Goux qui participa quelques jours plus tôt à la bataille de Cornod. De son côté, Watteville a rassemblé les débris de son armée et s'est fixé de venir en aide aux assiégés ou au moins faire diversion pour alléger la pression sur Saint-Amour. Il fait route d'abord sur Lons-le-Saunier où il apprend qu'il doit être rejoint par deux régiments de cavalerie envoyés par Charles IV de Lorraine qui lui accorde sa confiance et lui en donne le commandement. Il quitte donc Lons pour faire sa jonction avec les deux régiments lorrains. L'un commandé par le chevalier de Clinchamp et l'autre par un Espagnol et le colonel Gomez. Ces deux officiers se sont déjà brillamment illustrés depuis le début de la guerre de Trente Ans. Clinchamp était le second de Charles de Lorraine et Gomez le second de Jean de Werth.

## La bataille

### Rapport de force
La jonction avec la cavalerie lorraine doit se faire entre Gevingey et Sainte-Agnès. L'armée comtoise est alors forte d'à peu près 700 hommes qui ont échappé à la bataille de Cornod. L'infanterie est dirigée par le colonel de Raincourt qui s'est déjà illustré en protégeant courageusement la retraite; et la cavalerie, environ 200 hommes, par le colonel de Saint-Germain. En face le détachement français commandé par Philippe de Chaumont-Guitry n'est initialement que de 550 hommes. Pendant ce temps, d'Arpajon continue le siège de Saint-Amour qui progresse en faveur des Français. Le 31 mars au soir, Watteville fait stationner ses hommes d'infanterie devant Gevingey et la cavalerie à Sainte-Agnès.

### Combats près de Rotallier
Le lendemain matin, les éclaireurs signalent les troupes françaises près de Rotallier. Le baron Louis de Watteville (cousin de Gérard de Watteville et capitaine dans l'armée lorraine) charge en personne avec la cavalerie rassemblée, les Français, et les engage frontalement. Le combat est meurtrier générant de lourdes pertes des deux côtés. L'engagement tourne en faveur des Comtois. Mais l'arrivée de renforts français (un régiment de cuirassiers liégeois et une compagnie de gentilshommes) sauvent in extremis le détachement de Guitry du désastre et rééquilibre les forces. Ce dernier décide d’opérer un repli stratégique et se met alors en embuscade dans la forêt de Sainte-Agnès.

### Embuscade dans la forêt de Sainte-Agnès
Les régiments lorrains arrivent pour faire leur jonction avec la cavalerie comtoise et ceux-ci tombent dans l'embuscade qui coûte alors la vie des deux colonels. Cette embuscade est un élément contesté de cette bataille. Selon les Français, lors de cette embuscade, les alliés auraient perdu 200 hommes et selon les écrits Comtois, les pertes se limiteraient à seulement quelques hommes, dont les deux colonels. Quoi qu'il en soit, l'embuscade n’empêche pas la jonction des troupes lorraines et comtoises de s'opérer avec succès.
Le soir, Chaumont-Guitry reçoit à nouveau des renforts de son chef Longueville, soit 300 cavaliers et 800 fantassins, mais le rapport de forces est toujours en faveur des Comtois. De son côté, Watteville estimant qu'il ne pourra pas secourir Saint-Amour à temps, préfère se replier pour rejoindre des renforts levés par le marquis de la Baume de Saint-Martin qui les attendent à Château-Chalon,.

### Attaque française du 2 avril au matin
Le lendemain le commandant comtois commence à donner ses ordres de marche à ses troupes stationnées à Gevingey. Pendant ce temps, de Guitry donne l'assaut sur Sainte-Agnès où il surprend et en chasse la cavalerie alliée qui y avait encore ses quartiers. Ces derniers perdent trois compagnies dans le combat. Néanmoins, l’essentiel de l'armée alliée, quitte le champ de bataille sans beaucoup de pertes. Guitry peut à présent, retourner sur Saint-Amour.

## Analyse
Bien que le résultat de la bataille soit controversé et contesté par les deux camps, français et comtois ont tiré des avantages et des échecs de cette bataille. Côté comtois la jonction avec les troupes lorraines a pu s’effectuer, renforçant considérablement l'armée comtoise sans que les Français ne parviennent à l’empêcher. Les Français doivent battre en retraite dans la forêt de Sainte-Agnès pour espérer empêcher cette jonction, mais sans succès. Par contre la tentative de secourir Saint-Amour est un échec. Dans les deux camps un objectif sur deux est rempli mais le plus important était celui d’empêcher les Comtois de venir en aide aux assiégés de Saint-Amour.

## Les conséquences
Longueville apprend l'issue de la bataille en fin de matinée du 2 avril. Il donne aussitôt l'ordre à son artillerie de pilonner le château de Saint-Amour. Guitry vers la fin d'après-midi, arrive à Saint-Amour. Les assiégés, sans espoir de secours, acceptent alors la reddition.
Pour les Comtois Sainte-Agnès reste une bataille anecdotique qui sans être une défaite demeure un échec dans la tentative à sauver la ville assiégée. Le repli stratégique de Watteville dans le secteur de Lons sera bénéfique pour les Comtois car il détournera provisoirement les Français de leur axe de progression dans le Revermont pour s'attaquer plutôt au Haut-Jura, peu défendu, et notamment à Moirans. Le répit de la ville de Lons sera de courte durée car elle est de nouveau menacée dès le début de l'été suivant.
La ville de Saint-Amour est livrée au pillage et au saccage. À la suite de ces deux échecs répétés, Watteville sera démis de ses fonctions et l'armée comtoise démoralisée et largement disséminée en diverses garnisons, n'existera plus vraiment en tant que telle. Les unités restantes seront placées sous les ordres du baron de Saint-Martin puis de Charles de Lorraine. Elles participeront l'année suivante à la bataille de Poligny.